# Heliococcus minutus
Heliococcus minutus är en insektsart som först beskrevs av Green 1925.  Heliococcus minutus ingår i släktet Heliococcus och familjen ullsköldlöss. Inga underarter finns listade i Catalogue of Life.